# Klubi Sportiv Luftëtari Gjirokastër 2013-2014

## Rosa
| N. |                        | Ruolo | Calciatore             |
| -- | ---------------------- | ----- | ---------------------- |
| 2  | Albania (bandiera)     | D     | Elton Zholi            |
| 3  | Inghilterra (bandiera) | C     | Jamie Phoenix          |
| 4  | Albania (bandiera)     | D     | Andrelis Pashaj        |
| 5  | Albania (bandiera)     | D     | Besmir Sinani          |
| 6  | Albania (bandiera)     | D     | Mikel Brahimi          |
| 8  | Albania (bandiera)     | C     | Ergys Mersini          |
| 9  | Albania (bandiera)     | A     | Florian Braho          |
| 10 | Albania (bandiera)     | C     | Nertil Stoja           |
| 12 | Serbia (bandiera)      | P     | Marko Milivojević      |
| 13 | Albania (bandiera)     | D     | Bledar Shalari         |
| 14 | Albania (bandiera)     | P     | Klajdi Isaraj          |
| 15 | Albania (bandiera)     | A     | Spiro Thimjo           |
| 16 | Albania (bandiera)     | A     | Erinato Shurdhi        |
| 17 | Albania (bandiera)     | C     | Fejzo Shenaj           |
| 18 | Albania (bandiera)     | A     | Arlind Nora (capitano) |
| 21 | Albania (bandiera)     | C     | Juljan Lluka           |

| N. |                        | Ruolo | Calciatore           |
| -- | ---------------------- | ----- | -------------------- |
| 26 | Albania (bandiera)     | D     | Aleksander Garo      |
| 27 | Stati Uniti (bandiera) | A     | Bryan Kanu           |
| 37 | Albania (bandiera)     | D     | Apostol Zoiça        |
|    | Albania (bandiera)     | P     | Mihal Thano          |
|    | Albania (bandiera)     | D     | Mirel Duka           |
|    | Albania (bandiera)     | D     | Endri Skënduli       |
|    | Serbia (bandiera)      | C     | Aleksandar Stojković |
|    | Albania (bandiera)     | C     | Lundro Gjini         |
|    | Albania (bandiera)     | C     | Romario Biraçaj      |
|    | Albania (bandiera)     | C     | Ardit Çunaj          |
|    | Albania (bandiera)     | C     | Shefqet Boni         |
|    | Albania (bandiera)     | A     | Eldar Batha          |
|    | Albania (bandiera)     | A     | Mariol Kazma         |
|    | Albania (bandiera)     | A     | Nazmi Gaba           |
|    | Albania (bandiera)     | A     | Jasmin Raboshta      |